# ブラック・P・ストーンズ
ブラック・P・ストーンズ（英文表記: Black P. Stones）あるいはオールマイティー・ブラック・P・ストーン・ネーション（英文表記: Almighty Black P. Stone Nation）は、アメリカ合衆国イリノイ州シカゴに拠点を置くストリートギャング。BPSNとも呼ばれる。結成初期の幹部数に合わせた21のレンガからなるピラミッドをシンボルとし、赤色をシンボルカラーとしている。
シカゴの二大ストリートギャング同盟の一つであるピープル・ネーションに所属している。Pはピラミッドを指し、ネーション・オブ・イスラムからの影響を始め宗教的要素を多く含んでいる。

## 歴史

### 誕生
1958年、シカゴ南部のウッドローン地区にて前身となるブラック・ストーン・レンジャーズ(英文表記:Blackstone Rangers)が結成される。組織は急速に勢力を拡大し、1960年代に入ると現在に至るブラック・P・ストーン・ネーションが設立される事になる。この頃には古株ギャング組織エジプシャン・コブラズがコブラ・ストーンズと組織名を改称して合流している。

### 勢力の拡大とエル・ルークンス
1960年代後半から1970年代にかけて組織は著しく強力化、数千名までメンバーは膨らんで行く。そして、シカゴに本部を持つイスラム教の一派である「アメリカのムーア人の科学寺院」に影響を受けていたフォートは自らの宗教組織エル・ルークンスを設立する。この組織は全米的にも話題になり、新たに獲得した教徒に加えブラック・P・ストーンズのメンバーを加入させて行く事になる。一方ではこの宗教組織の設立はギャングを偽装する目的であったとも言われている。しかし、メンバーへの改宗を強要するなどフォートの独裁体制に反感を抱いていたエジプシャン・コブラズのミッキー・コグウェルが殺害された事によりエジプシャン・コブラズが離脱、ミッキー・コブラズとして独立すると抗争に突入。更に1980年代に入るとフォートとの確執からヘアストンが殺害され、リビアのムアンマル・アル＝カッザーフィーと共謀し重火器を調達するなどして国内でテロを計画していた容疑でフォートが逮捕されるとエル・ルークンスは1989年に崩壊する。

### 現在
エル・ルークンスが消滅した結果ブラック・P・ストーンズが復活、1980年代前半にはピープル・ネーションに加入した事もありミッキー・コブラズとは休戦状態となる。その後は指導者不在ながらも一定の勢力を維持、現在もシカゴ南部を中心に強い影響力を持っており、州外にも進出している。また、ロサンゼルスに移住したメンバーがロサンゼルスにて設立したセットがブラッズ結成時に合流した経緯から、ブラッズとは友好関係を結んでいる。